# GSM
GSM eller Global System for Mobile Communications er den mest udbredte form for mobiltelefoni med over 2 milliarder telefoner spredt over 218 lande og territorier. Den store udbredelse har ansporet til et bredt internationalt samarbejde blandt teleoperatørerne som gør det muligt for kunderne at bruge deres GSM abonnement og telefon i mange lande.
GSM systemet var markant anderledes end de foregående systemer, idet det fra begyndelsen var fuldt digitaliseret og det betegnes af den grund som et 2.-generations system (2G). Desuden blev datakommunikation meget tidligt en integreret del af systemet.
For kunders synspunkt har det betydet en bedre og ensartet talekvalitet og muligheder for simpel og billig datakommunikation som f.eks. SMS. For teleoperatørerne har GSM haft den fordel at de frit tilgængelige standarder gav mulighed for at sammenkoble teleudstyr fra forskellige fabrikanter, og det gjorde det muligt at udarbejde aftaler om at betjene hinandens kunder (de såkaldte roaming-aftaler).
GSM standarderne har udviklet sig siden begyndelsen, men man har ikke ændret de oprindelige specifikationer, så de første telefoner kan stadig bruges. Tilføjelserne til GSM har især rettet sig mod datatransmission med indførelsen af teknologier som GPRS, MMS og EDGE.

## Historie
Gennem tiden har der været udviklet forskellige systemer til mobil kommunikation, men de har oftest ikke været baseret på standardiserede specifikationer. Forskellige lande oprettede deres egne systemer (som f.eks. NMT i de nordiske lande) og det var en kilde til besvær for både abonnenter og operatører fordi de forskellige systemer ikke fungerede sammen.
Som en konsekvens af den udvikling besluttede CEPT (Conference of European Posts and Telegraphs) i 1982 at iværksætte udviklingen af et fælles system, som skulle bruges i hele Europa. Udviklingsgruppen fik det franske navn Groupe Spéciale Mobile hvilket forkortedes til GSM. Senere har man valgt at kalde systemet Global System for Mobile communications – et navn som på praktisk vis genbruger GSM-forkortelsen.
De første år gik med at studere og diskutere mulige løsninger, og specielt at beslutte om det skulle være et digitalt eller analogt system. I 1985 havde man udført feltforsøg og tekniske undersøgelser som gjorde det muligt at fastlægge hovedtrækkene for et digitalt TDMA-system. De faktiske detailspecifikationer begyndte herefter tage form.
I 1989 overtog ETSI kontrollen med projektet, og året efter udkom den første samlede specifikation som fyldte omkring 6000 sider. Kommerciel drift begyndte i 1991 hos Radiolinja i Finland. 
I Danmark blev det besluttet at udbyde to GSM licenser, og de blev i maj 1991 givet til Sonofon (nu Telenor) og TeleDanmark (nu TDC) og kommerciel drift begyndte her i 1992. På det tidspunkt var den internationale udbredelse i rivende fart med 36 GSM net etableret i 22 lande og med yderligere 25 lande som var i gang med at træffe beslutning om det.
GSM specifikationerne er sideløbende blevet opdateret så teknikken blev forbedret og der kunne udbydes nye tjenester. I 1998, blev 3rd Generation Partnership Project (3GPP) oprettet. Oprindelig for at udarbejde et nyt 3. generationssystem, men 3GPP-gruppen bidrager i praksis også til vedligeholdelsen af GSM systemet.

## Markedssituation
GSM-systemet har per 2005 mere end 1,6 milliarder brugere hvilket giver en klar dominans på verdensplan med omkring 70% af verdensmarkedet for mobilkommunikation.
For at skabe et sammenhæng i telesystemerne har de europæiske lande gennemført lovgivning som satser entydigt på GSM (og de efterfølgende 3G systemer), og den store og ensartede kundemængde har medført en stærk udbredelse til nabolandene. Ud over Europa, dominerer GSM således i Rusland, Afrika og Mellemøsten og er i øvrigt tilgængeligt stort set overalt. GSMs nærmeste konkurrent, cdmaOne, bruges hovedsaglig i Nordamerika, Sydamerika og Asien.
En anden årsag til udbredelsen af GSM, især i perioden 1998 til 2002, var muligheden for taletidskort. Kunderne kunne da købe og bruge en telefon uden at skulle oprette abonnementer eller indgå bindende aftaler. Det har også betydning i udviklingslande hvor banksystemernes ringere udbredelse kan gøre det vanskeligt at foretage kreditvurderinger og håndtere månedlige indbetalinger.
GSM har også haft SMS service indbygget meget tidligt og den service har i sig selv vundet stor popularitet, ikke mindst blandt unge mennesker.

## Teknik

### Simkort
Alle GSM-telefoner er forsynet med et simkort (Subscriber Identity Module) som indeholder oplysninger om brugerens abonnement samt kartoteksoplysninger som telefonbog og SMS-lager. Det betyder at brugeren kan flytte sit abonnement til at anden telefon ved blot at flytte simkortet. Omvendt betyder det også at man kan skifte abonnement ved blot at skifte simkortet.
Imidlertid bliver mange GSM-telefoner solgt med tilskud fra en given udbyder og denne er derfor ikke interesseret i at brugeren anvender telefonen med et andet abonnement. Derfor bliver mange telefoner låst til en bestemt udbyder (såkaldt SIM-lås). Det er forskelligt fra land til land i hvilket omfang den praksis er tilladt, men det er ret udbredt i f.eks. Europa, USA og Australien.

### Sikkerhed
Der er indført en del sikkerhedstiltag i GSM som har til formål at sikre at nettet kan identificere en telefon, samt at sikre samtaler mod aflytning. Simkortet spiller en rolle i den sammenhæng fordi det indeholder en kode som GSM-nettet kan verificere og bruge til kryptering.
Det er ikke ligetil at aflytte en GSM-samtale, men på den anden side har der været angreb på sikkerheden og der kendes flere svage punkter som kan udnyttes i visse situationer.

### Radiosystemet
GSM er et cellebaseret system, hvilket betyder at dækningsområdet er opdelt i såkaldte celler som hver har sit sæt af frekvenser. En mobiltelefon vil forbinde sig til den lokale celle og samtidig konstant overvåge om der er andre celler der bliver lettere at nå. Hver celle har en basestation (BTS) som er koblet til en mast/antenne.
De fleste GSM netværk opererede oprindelig i et bånd omkring 900 MHz og senere blev der indført et 1800 MHz bånd for at skabe større kapacitet. Undtagelsen er dele af Syd- og Nordamerika hvor der anvendes 850 MHz eller 1900 MHz. I dag kan alle moderne europæiske GSM-telefoner håndtere både 900 og 1800 MHz. Telefoner som håndterer både europæiske og amerikanske frekvenser går under betegnelser som dual-band eller triple-band telefoner.
I 900 MHz båndet ligger uplink-frekvenserne (dvs. transmissionretningen fra telefon til netværk) i båndet 890-915 MHz og downlink-frekvenserne ligger i 935-960 MHz. Disse to 25 MHZ bånd er opdelt i 124 bærebølgefrekvenser med 200 kHz imellem hver. Man organiserer cellerne så to naboceller ikke bruger de samme frekvenser, så én celle vil kun gøre brug af et begrænset udvalg. En kanal udgøres af et frekvenspar – en uplink og en downlink-frekvens.
Ved hjælp af tidsmultipleks (TDMA) kan op til otte telefoner deles om én kanal, idet hver telefon på skift får lov til at bruge kanalen 4,615 ms ad gangen (kaldet et timeslot). Kanalens teoretiske bruttokapacitet er 270,8 kbit/s hvilket svarer til at hver telefon har en transmissionskapacitet på 33,9 kbit/s.
I praksis betyder tidsmultipleksprincippet dog at man ikke bruge hele kapaciteten så den reelle brutto-bitrate er omkring 24,7 kbit/s per telefon.
Tidsmultipleksprincippet medfører også en vis styring for at undgå at telefonerne kommer til at sende samtidig. Det er navnlig vigtigt at sikre at telefonernes signaler ikke oplapper hinanden når de når basestationen. Derfor beder systemet de telefoner, som er nærmest masten, om at forsinke sine transmissioner, så de kan flette ind mellem signalerne fra de telefoner, som er længere væk og som derfor har en længere transmissionsdistance. Denne mekanisme gør at der (som udgangspunkt) er en teoretisk øvre grænse for hvor langt en telefon kan være fra masten – det modsvares nemlig af en grænse for hvor meget de nærmeste telefoner kan forsinke deres signaler – og den maksimumsdistance ligger på omkring 35 km.
Cellernes størrelse er altså normalt begrænset til en 35 km radius omkring basestationens mast. Der findes dog principper som gør det muligt at øge den størrelse, men det er i givet fald på bekostning af antallet af timeslot. Imidlertid er cellerne oftest langt meget mindre end det – i nogle tilfælde dækker de kun en enkelt bygning.
Transmissionseffekten er begrænset til maksimalt 2 W i GSM850/900 og 1 W i GSM1800/1900.

### Talekodning
En af hjørnestenene ved digital telefoni er at omforme tale til digitale data som derefter kan behandles og transmitteres mere effektivt end ved analog telefoni. Inden for fastnettelefoni har man siden digitalteknikkens indførelse brugt digitale talekanaler med en bitrate på enten 64 kbit/s (i bl.a. Europa) eller 56 kbit/s (i bl.a. USA) men så stor datakapacitet er ikke til rådighed i GSM.
Generelt er der en modsætning mellem lav bitrate og høj talekvalitet, men man har udviklet stadig mere sofistikerede talekodere som har flyttet bitrategrænsen nedad. I GSM bruges fire forskellige kodere
- FR (full rate, GSM 06.10) er den oprindelige kodningsform som skal være understøttet af alle telefoner og alle centraler. Den baserer på et princip som betegnes RPE-LTP og kører med en bitrate på 13 kbit/s.
- HR (half rate, GSM 06.20) blev indført ud fra et ønske om at kunne gå længere ned i bitrate uden at mindske kvaliteten væsentligt; det kan gøres ved at indføre mere komplicerede kodere. HR-kodningen er aldrig slået an og den findes ikke i mange telefoner. Den baserer på et princip som betegnes VSELP og kører med en bitrate på 5,6 kbit/s.
- EFR (enhanced full rate, GSM 06.60) er indført ud fra den modsatte ambition: Ønsket om en bedre talekvalitet uden af øge bitraten (forhold til FR). EFR er ganske udbredt og findes i mange mobiltelefoner. Den baserer på et princip som betegnes 'ACELP og kører med en bitrate på 12,2 kbit/s.
- AMR (adaptive multi-rate, GSM 06.90) er den nyeste kodningsform som kendetegnes ved ikke at have en fast bitrate. Den baserer på et princip som betegnes MR-ACELP og kører med bitrater mellem 4,75 og 12,2 kbit/s.

For at mindske telefonens sendetid (og dermed øge batterilevetiden) bliver taleoverførslen kombineret med afbrydelser når man ikke taler (discontinued transmission). Men for at der ikke skal være total stilhed i pauseperioderne, bliver de senere fyldt ud med et støjsignal som svarer til baggrundsstøjen. I praksis gøres det ved at telefonen analyserer den omgivne lyd når der ikke tales og disse analyser sendes så til telenettet umiddelbart før telefonen holder pause – nettet kan så selv generere og indsætte et tilsvarende, syntetisk støjsignal.